# Deutsche Cadre-71/2-Meisterschaft 1953/54

Veranstaltungsort: Frankfurt am Main

Die Deutsche Cadre-71/2-Meisterschaft 1953/54 ist eine Billard-Turnierserie und fand vom 28. bis 29. Dezember 1953 in Frankfurt am Main zum neunten Mal statt.

## Geschichte
Die Meisterschaft fand im neu eröffneten Billardsaal von Walter Lütgehetmann in Frankfurt am Main statt. Für Lütgehetmann, der am 30. März 1953 das Silberne Lorbeerblatt für seine Leistungen im Billardsport überreicht bekam, ging es um den dritten deutschen Titel im Cadre 71/2 in Serie. Es kam dann anders. Der Essener Ernst Rudolph, der im Vorjahr etwas unglücklich nur Zweiter geworden war, gelang diesmal die Revanche. Bis zur letzten Runde hatten beide alle ihre Spiele gewonnen. Im Finale sah es zunächst nach einem Sieg von Lütgehetmann aus. Er führte bereits mit mehr als 100 Punkten. Dann wurde das Match aber sehr defensiv und Rudolph kämpfte sich mit kleineren Serien mit 198:151 Punkten in Führung. In der 13. Aufnahme bekam er dann die Bälle unter Kontrolle und beendete das Match mit einer Schlussserie von 102 Punkten. Lütgehetmann schaffte im Nachstoß noch sieben Punkte zum 300:158-Endstand in 13 Aufnahmen. Platz drei sicherte sich der Kölner Josef Bolz vor dem am Arm verletzten August Tiedtke.

## Modus
Es wurde im Round-Robin-Modus bis 300 Punkte gespielt.
Die Endplatzierung ergab sich aus folgenden Kriterien:
1. Matchpunkte
2. Generaldurchschnitt (GD)
3. Bester Einzeldurchschnitt (BED)
4. Höchstserie (HS)

## Teilnehmer (Alphabetisch)
1. Walter Lütgehetmann (Billard Club Frankfurt 1912) (Titelverteidiger)
2. Josef Bolz (Billard Sport-Klub 1934 Köln-Nippes)
3. Erich Heinrichs (Billard Sport-Klub 1934 Köln-Nippes)
4. Ernst Rudolph (Billard Sport-Verein Essen)
5. August Tiedtke (Billardclub Gut-Stoß 1937 Düsseldorf-Eller)

### Abschlusstabelle
| Klassement                 | Klassement          | Klassement | Klassement | Klassement | Klassement | Klassement | Klassement | Klassement |
| Platz                      | Name                | MP         | Pkte.      | Aufn.      | GD         | BED        | HS         |            |
| -------------------------- | ------------------- | ---------- | ---------- | ---------- | ---------- | ---------- | ---------- | ---------- |
| 1                          | Ernst Rudolph       | 8:0        | 1200       | 55         | 21,81      | 23,07      | 133        |            |
| 2                          | Walter Lütgehetmann | 6:2        | 1058       | 45         | 23,51      | 42,85      | 198        |            |
| 3                          | Josef Bolz          | 4:4        | 829        | 75         | 11,05      | 11,53      | 58         |            |
| 4                          | August Tiedtke      | 2:6        | 950        | 86         | 11,04      | 9,37       | 68         |            |
| 5                          | Erich Heinrichs     | 0:8        | 559        | 87         | 6,42       | –          | 56         |            |
| Turnierdurchschnitt: 13,20 |                     |            |            |            |            |            |            |            |